# Haundorf
Haundorf è un comune tedesco di 2 668 abitanti, situato nel land della Baviera.